# Лумпа (притока Сади)
Лу́мпа (рос. Лумпа) — невелика річка, що тече територією Ярського району Удмуртії, Росія, права притока Сади.
Бере початок на Красногорській височині, на північний схід від села Зюїно. Протікає на північ та північний захід, впадає до Сади в селі Лумпа. Верхня течія пересихає. Має декілька дрібних приток.
На річці розташоване село Лумпа — в гирлі.